# Eberson Terra
Eberson Terra (Campo Grande, 5 de fevereiro de 1983) é um escritor, consultor de empresas e executivo de educação brasileiro. Por O nome dela é Luana, o escritor foi vencedor do 7º Prêmio ABERST na categoria Rubem Fonseca de narrativa longa de crime em 2024.
É colunista da Rádio CBN de Campo Grande desde 2021 e possui três livros de negócios publicados: Manual Antichefe (2024), Sabático (2023) e Carreiras Exponenciais (2021).

## Carreira
Iniciou a carreira como gerente e desenvolvedor de projetos na Secretaria de Gestão Pública do Mato Grosso do Sul. Ingressou na área de gestão acadêmica para implantar o Escritório de Projetos (PMO), em 2006, na IUNI Educacional, que foi adquirida posteriormente pelo Kroton Educacional. Em 2009, já na Kroton, implantou o Centro de Serviços Compartilhados de Alunos, onde atuou como o diretor da área até fevereiro de 2018.
Foi diretor-executivo da A2S Technology for Education, uma edtech formada no Grupo Ânima Educação S/A e que oferecia produtos e serviços para o Ensino Superior. Escreveu os livros Carreiras Exponenciais e Sabático, ambos lançados pela editora Alta Books, e Manual Antichefe, publicado pela Buzz Editora. Eberson Terra foi um dos 15 Top Voices oficiais do LinkedIn de 2018 com mais de 100 artigos publicados na plataforma. Idealizador, coordenador e professor do curso de Pós-graduação em Gestão de Processos e Qualidade de Software na Universidade de Cuiabá de 2008 a 2013. Professor convidado de instituições como ESPM, UFSCAR e IEG. Atualmente se dedica à literatura fantástica, participando como contista em diversas antologias publicadas, além de seu primeiro romance policial O nome dela é Luana lançado de forma independente.

## Obras

### Livros
| Ano  | Titulo                                                                                                 | Editora       |
| ---- | --- | ------------- |
| 2021 | Carreiras Exponenciais                                                                                 | Alta Books    |
| 2023 | Sabático: o poder da pausa                                                                             | Alta Books    |
| 2023 | O nome dela é Luana                                                                                    | Editora Flyve |
| 2024 | Manual Antichefe: como enfrentar a toxidade na gestão e não repetir os mesmos erros ao se tornar líder | Buzz Editora  |

### Contos
| Ano  | Titulo                                              | Antologia                 | Editora         |
| ---- | --------------------------------------------------- | ------------------------- | --------------- |
| 2022 | Dorme nenê, senão a Cuca vem pegar                  | Antologia Diabólicas      | Editora Cartola |
| 2022 | Era de Aquarius                                     | O lado sombrio dos signos | Editora Cartola |
| 2022 | Sonhos de infância                                  | Não estamos sozinhos      | Editora Carnage |
| 2022 | Vingança natural                                    | Crossover Monsters        | Editora Carnage |
| 2023 | Carnaval de sangue                                  | Hóspedes de Drácula       | Editora Cartola |
| 2023 | O segredo do Jubileu de Platina                     | Hóspedes de Drácula       | Editora Cartola |
| 2023 | A jovem do banheiro                                 | Brazil Noir               | Editora Cyberus |
| 2023 | A lâmina corta, mas mordidas também arrancam pedaço | Chaos Punk                | Editora Cyberus |

## Prêmios e reconhecimentos
- 7º Prêmio ABERST na categoria "Rubem Fonseca de narrativa longa de crime" por O nome dela é Luana.[11]